# Mari-Turek
Mari-Turek (oroszul: Мари-Турек) városi jellegű település Oroszországban, Mariföldön, a Mari-tureki járás székhelye.
Lakossága: 5164 fő (a 2010. évi népszámláláskor).

## Fekvése
Mariföld keleti részén, Joskar-Olától 105 km-re, országúton 125 km-re, a Turecska folyó partján fekszik. Mariföld legkeletibb járásának központja.

## Története
Első írásos említése 1699-ből származik, hivatalosan ezt az időpontot tartják az alapítás évének. A Turek nevű mari település eredetileg a Vjatka partján feküdt. A 16. század második felében az orosz térhódítás ellen védekező marikkal szemben több tiltó rendelkezést hoztak, többek között kitelepítették őket a nagyobb folyók partjáról. A Turekből ideérkezett marik új településükön is megtartották a régi falunevet. (A Vjatka mentén fekvő településre oroszok költöztek, az ottani falu neve azóta is Russzkij Turek.) Az 1699-ből származó irat 23 adófizető (jaszakot fizető) férfit, valószínűleg családfőket említ.
1766-ban fatemploma épült, ettől kezdve a település falunak (szelo) számított. 1838-ban kőtemplomot építettek, és az egyházi emberek után orosz áttelepülők is érkeztek. A marik utcája mellett, azzal párhuzamosan kialakult az oroszok utcája is. A túlsó, bal parton raktárak voltak, az ottani forrásnál kápolna állt. A 19. század második felében iskola épült, orvosi rendelő kezdte meg működését. Híresek voltak a falu évente három alkalommal rendezett, több napig tartó vásárai, melyeket nyáron népi vigasságok kísértek.
A település 1924-ben az új közigazgatási egység, kanton központja lett. 1929-ben megalakult az első kolhoz. 1927-ben kórházat nyitottak, a folyó bal partján az idők folyamán gyógyászati épületek sora épült. 1975-ben a falu városi jellegű település státust kapott. 1979-ben nagy tűzvész áldozata lett, utána jelentős építkezés kezdődött, és a település arculata teljesen megváltozott.